# Década de 470 a.C.
Séculos: (Século VI a.C. - Século V a.C. - Século IV a.C.)
Décadas: 520 a.C. 510 a.C. 500 a.C. 490 a.C. 480 a.C. - 470 a.C. - 460 a.C. 450 a.C. 440 a.C. 430 a.C. 420 a.C.
Anos: 479 a.C. - 478 a.C. - 477 a.C. - 476 a.C. - 475 a.C. - 474 a.C. - 473 a.C. - 472 a.C. - 471 a.C. - 470 a.C.